# Rally Sur do Condado de 2018
El Rally Sur do Condado de 2018 fue la 15.ª edición y la sexta ronda de la temporada 2018 del Campeonato de Galicia de Rally. Se celebró del 6 al 7 de julio y contó con un itinerario de once tramos que sumaban un total de 113,56 km cronometrados.
Víctor Senra y Iago Caamaño llegaron líderes empatados a puntos al Sur do Condado. Senra fue líder provisional aunque un pinchazo le hizo perder la primera plaza en favor de Alberto Meira que se dedicó a gestionar su ventaja hasta el final de carrera y asegurarse la victoria, la sexta en su palmarés personal en el Sur do Condado. Caamaño sufrió una salida de pista en el sexto tramo y no pudo finalizar, mientras que Javier Pardo tuvo problemas en el motor y a pesar de su ataque solo pudo ser tercero a menos de un segundo de Senra, segundo en la clasificación final.
La prueba estuvo marcada por la tragedia debido al atropello mortal de un espectador. En el tramo de Puenteareas un participante se salió de la carretera arrollando a varios espectadores, entre ellos a un hombre de 64 años, padre además de un participante de la prueba, que falleció en el momento. Tanto la organización como la FGA barajaron la opción de suspender la prueba pero la carrera continuó por deseo de la familia del fallecido.

## Itinerario
| Día   | TC   | Nombre            | Distancia | Hora  | Ganador       | Tiempo   | Líder         |
| ----- | ---- | ----------------- | --------- | ----- | ------------- | -------- | ------------- |
| Día 1 | TC1  | Covelo-Mondariz   | 9.90 km   | 08:02 | Víctor Senra  | 5:38.787 | Víctor Senra  |
| Día 1 | TC2  | Puenteareas       | 11.98 km  | 08:43 | Víctor Senra  | 7:26.534 | Víctor Senra  |
| Día 1 | TC3  | Covelo-Mondariz   | 9.90 km   | 11:46 | Víctor Senra  | 5:41.827 | Víctor Senra  |
| Día 1 | TC4  | Puenteareas       | 11.98 km  | 12:27 | Alberto Meira | 7:34.676 | Bandera de ?  |
| Día 1 | TC5  | Arbo-Cañiza       | 12.10 km  | 13:17 | Alberto Meira | 7:57.163 | Alberto Meira |
| Día 1 | TC6  | Arbo-Cañiza       | 12.10 km  | 16:59 | Anulado       | Anulado  | Bandera de ?  |
| Día 1 | TC7  | Salceda           | 10.00 km  | 18:27 | Víctor Senra  | 7:21.960 | Bandera de ?  |
| Día 1 | TC8  | Salvatierra       | 11.40 km  | 18:57 | Alberto Meira | 7:25.033 | Alberto Meira |
| Día 1 | TC9  | Salceda           | 10.00 km  | 21:20 | Javier Pardo  | 7:24.952 | Bandera de ?  |
| Día 1 | TC10 | Salvatierra       | 11.40 km  | 21:50 | Alberto Meira | 6:23.973 | Bandera de ?  |
| Día 1 | TC11 | Bucle-Salvatierra | 2.80 km   | 22:22 | Víctor Senra  | 1:49.183 | Alberto Meira |

## Clasificación final
| Pos. | Piloto                    | Copiloto               | Automóvil               | Tiempo      | Diferencia |
| ---- | ------------------------- | ---------------------- | ----------------------- | ----------- | ---------- |
| 1.   | Alberto Meira             | José Murado            | Mitsubishi Lancer Evo X | 1:05:36.837 | 0.0        |
| 2.   | Víctor Senra              | David Vázquez          | Ford Fiesta R5          | 1:06:22.969 | +46.132    |
| 3.   | Javier Pardo              | Adrián Pérez           | Suzuki Swift R+         | 1:06:23.358 | +46.521    |
| 4.   | Jorge Pérez Oliveira      | Juan Gándara Fernández | Renault Clio R3 Maxi    | 1:08:57.325 | +3:20.488  |
| 5.   | Celestino Iglesias        | Jorge iglesias         | Ford Fiesta N5          | 1:09:45.295 | +4:08.458  |
| 6.   | David González Gil        | José Antonio Pintor    | Ford Fiesta N5          | 1:10:23.237 | +4:46.400  |
| 7.   | Martín Bello              | Alberto Bello          | Citroën C2 R2           | 1:10:52.795 | +5:15.958  |
| 8.   | Javier Estévez Martínez   | Pablo Gregorio         | Ford Fiesta R2          | 1:11:04.573 | +5:27.736  |
| 9.   | Celestino Iglesias Duarte | Bárbara Gómez          | Ford Fiesta R2          | 1:11:09.300 | +5:32.463  |
| 10.  | Daniel Berdomás           | David Rivero           | Peugeot 106 GTI         | 1:11:52.562 | +6:15.725  |